# Бресје (Свилајнац)
Бресје је насеље у Србији у општини Свилајнац у Поморавском округу. Према попису из 2022. има 119 становника (према попису из 2011. било је 188 становника).
Овде се налазе Запис храст на Караули јужни (Бресје) и Запис храст на Караули северни (Бресје).

## Географија
Бресје се налази у брдско-планинском пределу у подножју планине Хум.

## Демографија
У насељу Бресје живи 182 пунолетна становника, а просечна старост становништва износи 44,1 година (43,1 код мушкараца и 44,9 код жена). У насељу има 69 домаћинстава, а просечан број чланова по домаћинству је 3,33.
Ово насеље је великим делом насељено Србима (према попису из 2002. године), а у последња три пописа, примећен је пад у броју становника.
|  |

| Демографија | Демографија | Демографија |
| Година      | Становника  | Становника  |
| ----------- | ----------- | ----------- |
| 1948.       | 648         |             |
| 1953.       | 637         |             |
| 1961.       | 623         |             |
| 1971.       | 521         |             |
| 1981.       | 488         |             |
| 1991.       | 373         | 287         |
| 2002.       | 230         | 330         |
| 2011.       | 188         |             |
| 2022.       | 119         |             |

| Етнички састав према попису из 2002.‍ | Етнички састав према попису из 2002.‍ | Етнички састав према попису из 2002.‍ | Етнички састав према попису из 2002.‍ | Етнички састав према попису из 2002.‍ |
| ------------------------------------ | ------------------------------------ | ------------------------------------ | ------------------------------------ | ------------------------------------ |
|                                      |                                      |                                      |                                      |                                      |
| Срби                                 | Срби                                 |                                      | 229                                  | 99,56%                               |
| Словаци                              | Словаци                              |                                      | 1                                    | 0,43%                                |
| непознато                            | непознато                            |                                      | 0                                    | 0,0%                                 |

| Година пописа     | 1948. | 1953. | 1961. | 1971. | 1981. | 1991. | 2002. |
| ----------------- | ----- | ----- | ----- | ----- | ----- | ----- | ----- |
| Број домаћинстава | 130   | 135   | 144   | 133   | 123   | 102   | 69    |

| Број чланова      | 1  | 2  | 3  | 4  | 5 | 6 | 7 | 8 | 9 | 10 и више | Просек |
| ----------------- | -- | -- | -- | -- | - | - | - | - | - | --------- | ------ |
| Број домаћинстава | 14 | 14 | 12 | 11 | 6 | 7 | 4 | 1 | 0 | 0         | 3,33   |

| Пол    | Укупно | Неожењен/Неудата | Ожењен/Удата | Удовац/Удовица | Разведен/Разведена | Непознато |
| ------ | ------ | ---------------- | ------------ | -------------- | ------------------ | --------- |
| Мушки  | 88     | 20               | 52           | 13             | 3                  | 0         |
| Женски | 104    | 18               | 54           | 30             | 2                  | 0         |
| УКУПНО | 192    | 38               | 106          | 43             | 5                  | 0         |

| Пол    | Укупно                    | Пољопривреда, лов и шумарство | Рибарство                            | Вађење руде и камена | Прерађивачка индустрија       |
| ------ | ------------------------- | ----------------------------- | ------------------------------------ | -------------------- | ----------------------------- |
| Мушки  | 56                        | 46                            | 0                                    | 0                    | 3                             |
| Женски | 29                        | 22                            | 0                                    | 0                    | 1                             |
| УКУПНО | 85                        | 68                            | 0                                    | 0                    | 4                             |
| Пол    | Производња и снабдевање   | Грађевинарство                | Трговина                             | Хотели и ресторани   | Саобраћај, складиштење и везе |
| Мушки  | 0                         | 0                             | 2                                    | 1                    | 1                             |
| Женски | 0                         | 0                             | 0                                    | 3                    | 0                             |
| УКУПНО | 0                         | 0                             | 2                                    | 4                    | 1                             |
| Пол    | Финансијско посредовање   | Некретнине                    | Државна управа и одбрана             | Образовање           | Здравствени и социјални рад   |
| Мушки  | 0                         | 0                             | 1                                    | 0                    | 0                             |
| Женски | 0                         | 0                             | 0                                    | 1                    | 1                             |
| УКУПНО | 0                         | 0                             | 1                                    | 1                    | 1                             |
| Пол    | Остале услужне активности | Приватна домаћинства          | Екстериторијалне организације и тела | Непознато            | Непознато                     |
| Мушки  | 1                         | 0                             | 0                                    | 1                    | 1                             |
| Женски | 1                         | 0                             | 0                                    | 0                    | 0                             |
| УКУПНО | 2                         | 0                             | 0                                    | 1                    | 1                             |